# 박진환 (독립운동가)
박진환(朴進煥, 1888년 3월 2일 ~ 1950년 6월 12일)은 대한민국의 독립운동가이다.

## 출생과 성장배경
박진환의 생년월일에 대하여 정확한 기록이 전하지 않는다. 대한민국 국가보훈부는 1888년 3월 2일생이라고 인정했다. 그러나 진주지역의 호적이 광복 후 혼란기에 불타고 없기 때문에 호적으로 확인했다기 보다 다른 문헌 또는 족보를 보고 쓴 것 같다. 1963년 5월 20일 진주 3.1동지회에서 진주시 사회계로 보고한 〈유공자조사보고서〉에 의하면 생년월일을 1886년 2월 24일생으로 기록하였다. 경찰청 기록에는 1888년 3월이라고 기록되고 생일이 상세히 기록되지 않았다.

## 활동

### 의병전쟁기
박진환은 유종환 의병장 휘하에 들어가 큰 공을 세우고 귀향하였다. 진주 3.1운동의 핵심지도자로 활동하다 피체되어 3년간 옥고를 치렀다. 신간회 활동, 구제회 활동, 노동공제회 등에서 10여 간 항일활동을 전개하였다.
박진환은 진주 출신 의병장으로 전북지역으로 진출하여 무주군 일대와 충북 영동 추풍령 등지에서 의로운 청년들을 모아 일본군과 접전하고 혁혁한 공을 세운 유종환 의병장의 휘하에 들어가 함께 공을 세웠다. 1907년 4월경 전라도와 경상도 접경지역인 대덕산 일원에 주둔할 때 함안 지역에 파견되었던 일본군이 대덕산으로 왔기 때문에 전투가 벌어져 밤새도록 싸운 적도 있었다. 
〈독립유공자공훈록〉에는 박진환의 공적에 대하여 참전하여 공을 세웠다라고 기재되었을 뿐이다. 유종환 장군이 1909년 5월 거창에서 부상을 입고 일본군 수비대에 체포되었다고 순국하자 곧 바로 귀향한 것인지 그전에 귀향했는지에 대해서는 정확히 알 수 없다. 19(21)세 청년 박진환이 의병에 참전하여 일본 수비대와 싸운 것으로 볼 수 있다. 고향으로 돌아온 그는 새로운 투쟁방법을 모색하고 있었다. 1910년 8월 경술 국치 이후이 되었다는 소식을 듣고 민영환, 조병세 등이 자결하였다는 소식을 듣고 분개했다고 전해진다.

### 3.1운동 참여
1919년 3월 1일 서울에서 독립만세시위가 시작될 그 시기에 박 선생도 서울 한복판에서 시위에 동참하고 있었다. 서울로 올라간 애국지사는 김재화, 박대업 등이고 강달영도 동참하였다. 이들은 서울 3.1운동에 참가하여 만세를 고창하고 고종황제의 인산에 참가하여 참여한 후 우리도 하는 생각에 독립선언서와 격문을 챙기고 태극기를 주워 바지 끝의 댓님 속에 감추고 귀향하였다. 강달영, 박용근, 이강우, 권채근, 김재화 등과 비밀회합을 개최하여 진주의 거의 구체적인 방법을 강구하기 시작했다.
진주시내 5개~6개 장소에서 동시에 일어남으로서 일제에 혼란을 주고 한 곳이 진압되더라도 다른 곳에서 함성이 들리면 기세가 지속적인 투쟁이 가능하다는 것이다. 그러므로 다섯 장소에서 일순간에 일어나야 효과적이라는 결론에 도달하였다. 각기 다른 장소에 있다 보면 몇 시, 몇 분에 일어날 것인지 모르기 때문에 한 가지로 다같이 알 수 있는 방법이나 소리를 찾다가 교회로 달려갈 사람을 정해 놓고 교회 종을 치면 바로 시위를 시작하라는 소리로 인지하기로 결정하였다.
이와 같이 정하고 태극기의 제작과 독립선언서의 격문, 교유문 등의 등사는 박진환 선생, 심두섭 선생, 정준교 선생 등 4명이 배 건너 천전리 망경산중에서 하기로 결정한 그대로 시행되었다. 학교, 사회단체, 종교단체, 즉 교회, 천주교, 천도교, 기타 종교 등도 각기 맡아 연락하고 교섭하기로 결정하였다. 이와 같은 책임분담은 박진환, 김재화 등의 지도에 맞춰서 진행되었다.
의거일은 진주 장날인 3월 13일과 18일 중에 선택할 수 밖에 없는데 13일로 결정되지 못한 것은 준비를 철저히 해야 한다는 의미도 있지만 참여자 중에 순사출신이 3명 있었기 때문에 이들은 "13일은 모종의 시위가 있을 것을 일경들이 미리 대비하고 있을 것이다. 그러므로 18일을 의거일로 하면 지난 13일은 조용히 지나갔으니 하고 18일은 조금은 소홀함이 있을 것이니 좋을 것이라는 것이다" 라고 전했다. 그래서 지도부는 "그러면 18일에는 수비가 소홀하다는 것인가?"라고 묻자 순사 출신 참여자들이 "13일보다 조금 더 수월하게 항일투쟁이 가능하다"고 정보를 제공해, 지도부는 3월 18일 화요일에 궐기하기로 결정했다. 
박진환은 각 사회단체에 대한 교섭을 맡아 진행하기로 결정되었다.
3월 18일 12시경 진주읍내 유일한 교회였던 진주교회에 설치된 종각에서 울리는 종소리에 맞춰 독립만세시위를 전개키로 함에 라 그대로 실시되었다. 12시를 조금 지난 시각에 종소리를 울리자 다섯 장소 이상에서 동시에 일제히 만세시위가 전개되었다. 서울에 배포된 내용으로 격문이 배포되었고 진주에서 제작된 교유문도 배포되었다. 한규상은 강주한·박진환 등과 함께 중앙시장에서 시위를 주도하였다. 박진환이 독립선언서를 읽고 있을 때 다 읽기 전에 일본 순사가 나타나 독립선언서를 압수했으나 군중들이 두려운지 주동자를 체포하지 못하고 그대로 사라졌다.
박진환의 중앙시장에서의 활동에 대하여 대구복심법원 판결문은 "시장통에서 항일운동을 개시하였는데 18일 오후 1시경 진주시장 통에서 군중을 모아 다른 동지들과 함께 조선독립만세를 크게 외치고 독립선언서와 교유문을 배포하였다"라고 기록했다.
독립선언서와 교유문의 인쇄에 대하여 박진환은 "심두섭, 정준교 등과 함께 3월 16일 밤 12시경 천전리 망경산중에서 약 2천장을 인쇄하였고 격문은 정준교, 심두섭 등이 같은 날 같은 장소에서 약 1천장을 등사하였다 라고 했으며 이 인쇄물을 각 동지들에게 배포한 후 3월 18일 시장통에 나아가 배포하게 되었다." 라고 진술하였다.
〈고등경찰관계적록〉 10면에 의하면 "배일사상을 가진 박진환, 이강우, 강대창, 강상호, 박용근 등 주모자들은 3월 18일 진주 예수교 예배당에서 울리는 정오의 종소리를 기하여 일제히 독립만세를 고창하여 약 1만군중이 모여 재판소에서부터 남행하고 남강변에서 본성동으로 일대 시위를 전개하여 소요를 발생케 했다." 라고 기록되었다.  
해방 후 정부에서 진주독립운동사에 대하여 최초로 기록한 《경상남도지》의 〈진주 3.1운동사〉에 따르면, "교회 종소리를 신호로 진주 3.1운동이 시작되었고 3월 18일 12시 교회종소리가 우렁차게 울리었으니 정의의 종소리며 독립의 우렁찬 소리였다." 라고 기록되어있다.
진주에서의 3.1운동은 특별한 일이 있었는데, 기생·노동자·빈민 등이 참여한 것이다. 박진환은 그 당시 직업이 잡화상이라고 기록되었다.
그러나 곧 일제 경찰에 체포되어 진주경찰서 유치장에 감금되었다. 박진환이 진주 3.1운동과 진주시장에서 시위를 총지휘한 사실이 밝혀지자 혹독한 고문이 자행되었고 혼절하여 수일 만에 깨어나기도 했다. 일제의 혹독한 고문에 의하여 권채근, 김재화이 결국 사망했다.
부산지법 진주시청에서 재판을 받고 보안법 및 출판법 위반으로 징역 2년형이 언도되었다. 법적투쟁을 전개할 목적으로 대구복심법원에 항소하여 재판장 앞에서 "미국 대통령이 주창한 민족자결주의에 따라 우리도 국권을 가진 국가가 되어야 한다"면서 항일정신을 강조하니 일본인 판사는 형벌을 추가해 징역 3년형을 선고했다. 고등법원에 상고하였으나 기각되었으므로 3년 징역이 확정되었다.
이후 1921년 3월에 3년형이 2년으로 감형되어 대구감옥에서 석방되었다. 1921년 3월 11일자 동아일보에 의하면 〈재작년 3월 만세범인 출옥 진주출신 박진환, 정준교, 심두섭, 강달영 4명〉이란 제목으로 보도되었다. 진주로 귀향한 박진환은 약 1개월간 요양했다.

### 3.1 운동 이후
1921년 4월부터 진주청년회에 가입해 회원 겸 후원자 역할을 감당하였다. 출옥한지 한 달 만인 1921년 4월부터 진주청년회 서무 겸 사교부장이 되어 활동하기 시작했다. 
1923년 1월 14일에는 진주청년회관에서 도서관 설치를 위한 교섭위원으로 선정되었고 1923년 3월에는 조선노동공제회 진주지회 간사가 되어 노동운동의 전국적인 인물로 부각하게 되었다. 1923년에는 진주청년회관에서 진주 노동공제회 1주년 기념식이 2월 20일 개최되었는데 박진환 은 〈노동자의 설음〉이란 제목으로 강연을 실시하였다. 축하식이었기 때문에 김주학의 독창, 내빈축사가 있었고 소작부원 이성조의 노동자 독창이 있었다. 1923년 4월에는 형평운동의 발기인이 되었다. 1923년 8월에는 진주유학생친목회가 8월 4일 개최되었는데 박진환은 사회자로서 경과보고를 실시하였다. 
1924년 3월에는 관동대지진으로 조선인이 많이 죽었고 살아난 동포는 일본인에 의해 피살되었다는 말을 듣고 동포추모회를 개최할 때 단상에 올라가 소감피력을 했다. 1924년 10월에는 지난 10월 18일 신현수 집에서 신사상연구와 잡지 발간을 위해 동우사를 발족했는데 박진환, 정준교, 조우제, 신현수, 강대창, 김종명, 강상호 등이 발기인이 되었고 23일 총회에서 책임사원 제도로 하기로 한 후 조우제, 정준교, 신현수, 강대창, 박진환 등이 당선되었다. 또한 같은 시점 진주기근구제회 집행위원으로서 참여했다. 그 외에도 진주 최초로 진주유치원이 개원될 때 "어린이들이 장차 해방된 조국의 기둥이 될 것"이라면서 후원했다. 
1927년 2월 25일에는 진주농민, 노동의 양 연맹총회에서 노동연맹 중앙집행위원으로 선출되었다. 이곳에서 조선노동총동맹의 신강령을 따르기로 하고 기존 노동조합을 부흥시킨다는 내용을 통과시켰다. 1927년 10월 신간회 진주지회 창립 발기인대회를 열었고 같은 달 19일 창립대회에서 청년부 간사로 선출되어 독립사상의 고취에 진력을 다했다. 신간회 진주지회 창립의 주역이었고 처음 총회때부터 간사로 선출되어 활동하는 등 약 4년간 꾸준히 지도적 역할을 담당하였다.
1928년과 1929년에도 신간회 진주지회 간사 또는 위원으로 선출되어 활동하였고 신간회 본부 중앙집행위원으로 선출되었다. 1927년 9월부터 1931년 전반기까지 3년 6개월 이상 신간회 진주지회 지도자로 활동한 것으로 알려졌다. 1929년 2월 15일 신간회 설립 2주년 기념식 전국대회가 개최될 때 일제 경찰의 방해가 있었으나 서울 기독교청년회관에서 열린 대표자 대회에 진주 대표로 참석하였다.
진주에서 발간된 〈중앙공중보〉 1935년 11월 1일자에 의하면 진주시 수정동에 경로당을 신축했다는 큼직한 기사가 실렸다. 박진환이 경로당 신축위원회 위원으로 봉사하며 많은 돈을 기부했다고 알려졌다. "1934년 9월 9일 장성룡, 박진환, 정창조, 강상호 등의 청장년들이 진주사회가 너무나도 질서가 문란하고 인륜이 땅에 떨어져 있음을 개탄하여 미풍양속을 조장하고자 본 회를 창립한지 1년 만에 3천여 원을 모아 경로당을 신축하여 낙성식을 거행하게 되었다." 라고 알려졌는데, 현재 지역문화재로 지정되어 보존되고 있다.
1937년 12월에는 진주직업학교를 세우기 위해 하영진이 10만원을 희사했으나 금액이 부족하기 때문에 다시 기성회를 조직하기로 했는데 이 때 박진환은 총무로 선출되었다. 박진환은 맹자의 말을 인용하여 말하기를 “조정에서는 벼슬이 제일이지만 마을에서는 나이 많은 것이 제일이다.”라고 말했다.

## 정부 포상
- 1968년 대통령 표창 추서
- 1990년 건국훈장 애국장 추서